# Tibblehallen

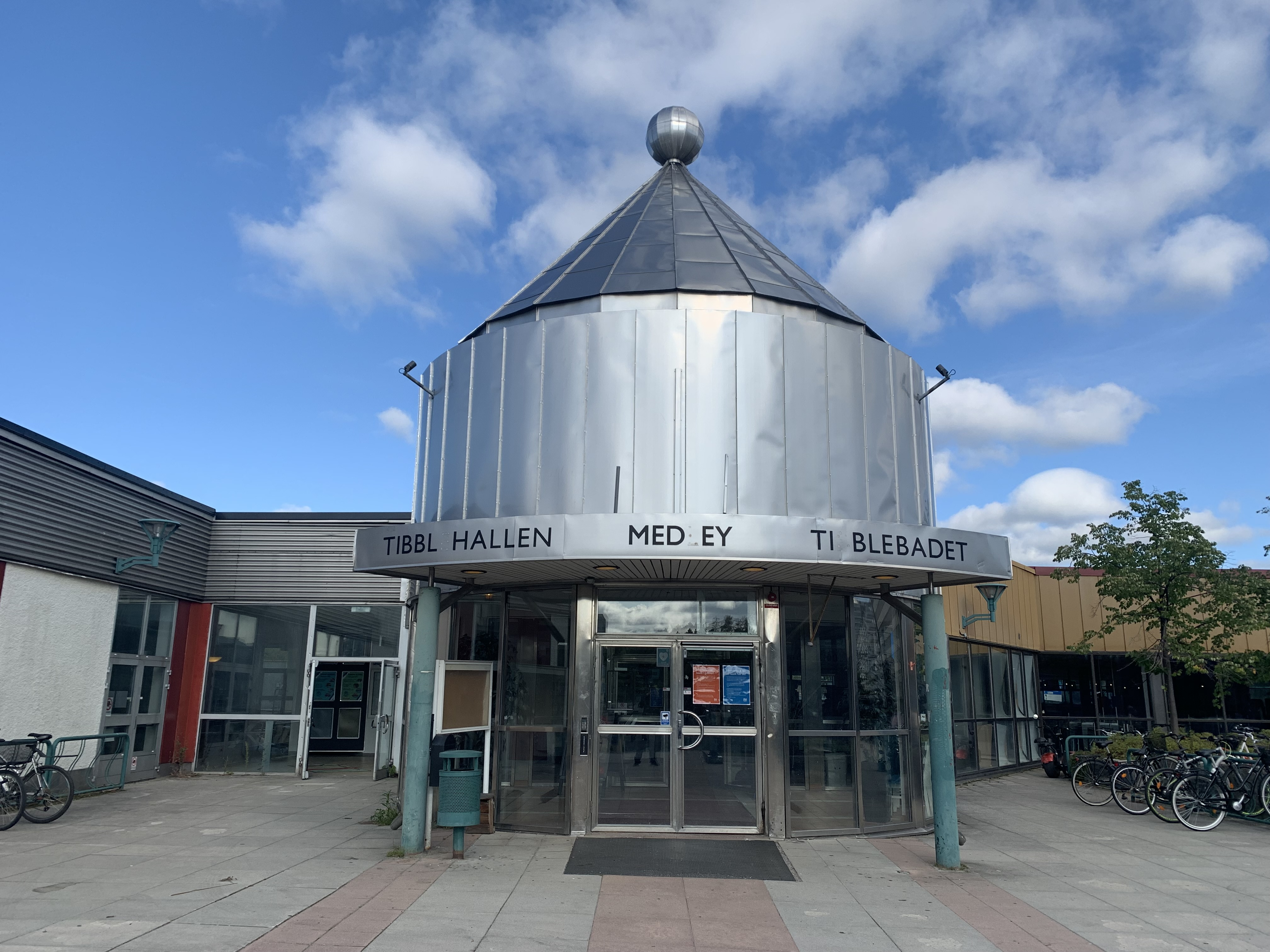
Tibbehallens entré - 2021.

Tibblehallen är en sporthall i Tibble, Täby kommun, ca 500 meter från Täby Centrum. Den ligger nära Tibble kyrka och ligger i anslutning till Tibblebadet. 
Där finns sex olika hallar varav den största har plats för drygt 1 000 sittande åskådare. Det finns även lokaler för kampsport, bordtennis, skytte, styrketräning och bowling. Tibblehallen drivs på uppdrag av Täby kommun av Medley AB.